# Sakura Motoki
Sakura Motoki (n. 20 februarie 2002) este o luptătoare ce a reprezentat Japonia, medaliată olimpică. A participat la 1 ediție a Jocurilor Olimpice (2024) în care a câștigat 1 medalie de aur.